# Phù thủy Takiyasha và bộ xương ma quái

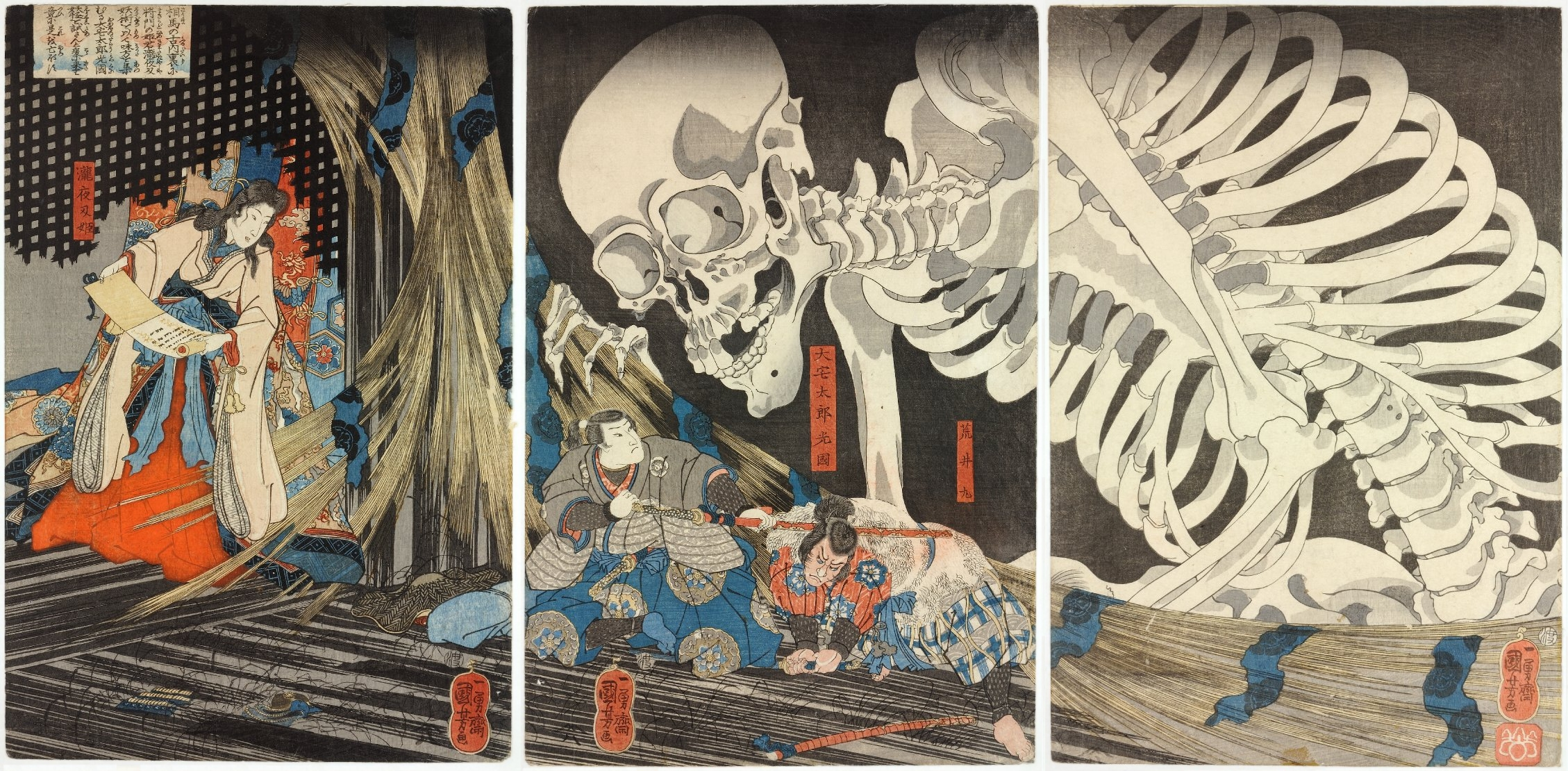
Bộ ba bản hoạ Phù thủy Takiyasha và bộ xương ma quái, k. 1844, Utagawa Kuniyoshi (1797–1861), Bảo tàng V & A số. E.1333: 1 đến 3-1922

Phù thủy Takiyasha và bộ xương ma quái hoặc Mitsukuni kinh hãi trước bộ xương ma của công chúa Takiyasha (tiếng Nhật: 相馬の古内裏 妖怪がしゃどくろと戦う大宅太郎光圀 しゃどくろと戦う大宅太郎光圀) là một tam liên hoạ ukiyo-e của nghệ sĩ Nhật Bản Utagawa Kuniyoshi (1798–1861). Kuniyoshi được biết đến với những tác phẩm về đề tài lịch sử và thần thoại. Cả hai thể loại cùng được kết hợp tại bản hoạ này.
Bức tranh miêu tả một vị công chúa niệm câu thần chú thông qua một cuốn thư trên tay, triệu hồi ra bộ xương khổng lồ. Nó như thoát ra hư không, xé toạc tấm rèm cung điện với bàn tay xương xẩu của mình nhằm đe dọa Ōya no Mitsukuni và cùng người bạn đồng hành.
Một bản sao in hiện được lưu trữ trong Bảo tàng Nghệ thuật Honolulu, được trao tặng bởi chủ sở hữu trước đó là Victor SK Houston, vào năm 1941.

## Bối cảnh lịch sử
Công chúa Takiyasha là con gái lãnh chúa tỉnh Taira no Masakado của Sōma, người đã có ý định thành lập một "Tòa án phương Đông" ở tỉnh Shimōsa để cạnh tranh với Nhật hoàng ở Heian-kyō (Kyoto hiện đại). Tuy nhiên kế hoạch đã bị thất bại, cuộc nổi loạn bị dập tắt vào năm 939, để rồi ông cũng bị chặt đầu sau đó. Sau khi cha mất, công chúa Takiyasha tiếp tục sống trong phần lãnh địa đổ nát, hay một thôn viên của gia tộc Soma, từng là nơi cư trú của Masakado.
Bức tranh miêu tả một thần thoại kể về Mitsukuni, tay sai của Nhật hoàng, được phái truy tìm những kẻ sống sót của cuộc nổi dậy trước đây.

## Sách tham khảo
- Jackson, Anna (ed.) (2001). V&A: A Hundred Highlights. V&A Publications. {{Chú thích sách}}: |author= có tên chung (trợ giúp)